# Fuad Muradov
Fuad Rauf oglu Muradov (en azerí: Fuad Rauf oğlu Muradov; Bakú, 22 de julio de 1979) es Presidente del Comité Estatal para Trabajo con la Diáspora, miembro de la Asamblea Nacional de la República de Azerbaiyán en los años 2005-2018, doctorado en química.

## Biografía
Fuad Muradov nació el 22 de julio de 1979 en Bakú. En 2000 se graduó de la Universidad Estatal del petróleo e industria de Azerbaiyán. Tuvo una maestría en Medio Ambiente e Industria del Petróleo del programa conjunto entre la Universidad Estatal del petróleo e industria de Azerbaiyán, la Universidad de Niza Sophia Antipolis (Francia) y la Universidad de Génova (Italia) en el marco del Programa Tempus en 2002. Fue estudiante de posgrado e investigador en el Instituto de Problemas de Radiación de la Academia Nacional de Ciencias de Azerbaiyán. En 2010 defendió su disertación sobre el tema "Análisis y distribución de los radionucleidos en la composición de residuos en el proceso de refinación  de petróleo".
Es autor de 10 obras científicas y monografías. Habla inglés, fránces y ruso. 
Es casado y tiene dos hijos.

## Carrera política
En 2002-2004 fue elegido presidente de control presupuestario de la Comisión del Foro Europeo de la Juventud. En 2002-2004 fue secretario general del Consejo Nacional de las Organizaciones de Juventud de la República de Azerbaiyán y en 2004-2012 fue presidente de la comisión. En 2005-2015 fue miembro de la Corporación pública de radio y televisión de Azerbaiyán.
En 2005 fue elegido diputado a la Asamblea Nacional de la República de Azerbaiyán. Fue miembro del Comité de los derechos humanos, jefe del grupo de trabajo de las relaciones interparlamentarias entre Azerbaiyán y Malasia y miembro de los grupos de trabajo de las relaciones interparlamentarias entre Azerbaiyán-Bélgica, Azerbaiyán-Reino Unido, Azerbaiyán-India, Azerbaiyán-Kuwait y Azerbaiyán-Uzbekistán. En 2006 se convirtió en miembro del Grupo de Iniciativa del Parlamento del Cáucaso Sur. En 2008 fue miembro del Grupo de Trabajo Mundial de la Convención de las Naciones Unidas contra la Corrupción con la GOPAC (Organización Mundial de Parlamentarios contra la Corrupción). 
En 2010 fue reelegido diputado a la Asamblea Nacional de la República de Azerbaiyán. Fue miembro del Comité de los asuntos de los recursos naturales, energía y ecología, jefe adjunto del comité de cooperación parlamentaria Unión Europea-Azerbaiyán, jefe del grupo de trabajo de las relaciones interparlamentarias entre Azerbaiyán y Lituania, miembro de los grupos de trabajo de las relaciones interparlamentarias entre Azerbaiyán-Francia, Azerbaiyán-Reino Unido, Azerbaiyán-Alemania, Azerbaiyán-Estados Unidos, Azerbaiyán-Bélgica, Azerbaiyán-India, Azerbaiyán-Kuwait.
Desde 2011 hasta 2018 fue Copresidente del Comité de Seguridad Energética de la Asamblea Parlamentaria EURONEST. En 2012, fue elegido presidente de la Unión  Internacional de Jóvenes “Great Silk Way”.
En 2015 fue reelegido diputado a la Asamblea Nacional de la República de Azerbaiyán. Se convirtió en presidente del Comité de Juventud y Deportes hasta 2018. Desde 2015 es miembro de Múnich Young Leaders.
El 23 de abril de 2018 fue nombrado Presidente del Comité Estatal para Trabajo con la Diáspora.